# Dmitrij Rogozin
Dmitrij Olegovič Rogozin (in russo Дми́трий Оле́гович Рого́зин?; Mosca, 21 dicembre 1963) è un politico e manager russo. È stato Vice Primo Ministro della Difesa dal 2011 al 2019, ambasciatore della Federazione Russa presso la NATO dal 2008 al 2011 e Direttore generale dell'agenzia spaziale Roscosmos dal 2018 al 2022.
È stato anche il leader del partito politico Rodina (Patria), creato nel 2003, fino a quando, nel 2006, insieme ad altri partiti, è confluito nella nuova formazione politica chiamata Una Russia Giusta.

## Biografia
Rogozin nacque a Mosca dalla famiglia di uno scienziato militare sovietico. Si è laureato in giornalismo presso l'Università statale di Mosca nel 1986 e nel 1988 in economia presso l'Università del marxismo-leninismo sotto il Comitato della città di Mosca del PCUS. Ha in seguito conseguito un dottorato in filosofia e un altro in tecnologia.
Rogozin combatté nella guerra di Transnistria contro le forze moldave. È un sostenitore dell'indipendenza della Transnistria dalla Moldavia.
Nel 1993, Rogozin entrò a far parte del Congresso delle Comunità Russe guidato dal generale Aleksandr Lebed' e, dopo la morte del suo fondatore in un incidente d'elicottero nel 2002, ne divenne leader congiunto con Sergej Glaz'ev, in quello che sarebbe divenuto il partito Rodina, che fu descritto dalla giornalista liberale di Novaja Gazeta, Anna Politkovskaja, come 'appositamente creato dagli spin doctor del Cremlino... per allontanare gli elettori moderatamente nazionalisti dai più estremisti nazional-bolscevichi". Rogozin è stato eletto alla Duma di Stato come deputato dell'Oblast' di Voronež nel 1997, ed è diventato un attivista per la protezione dei diritti dei russi etnici nelle ex repubbliche sovietiche.

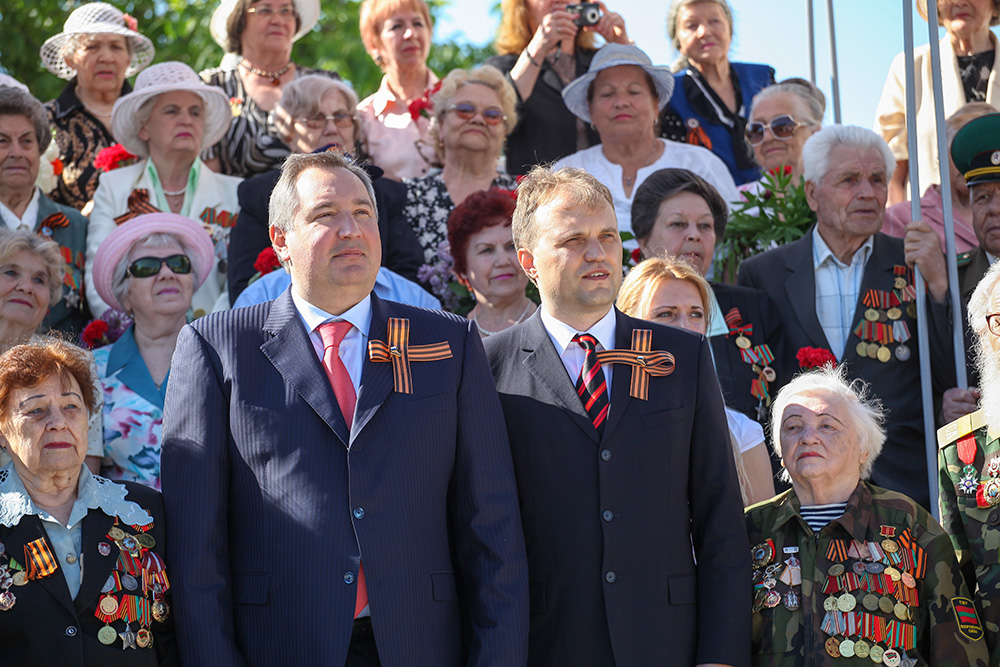
Dmitrij Rogozin (a sinistra) e l'allora presidente della Transnistria Evgenij Ševčuk a Tiraspol, nel 2013

Rogozin è stato rieletto alla Duma di Stato nel 1999 e poi nominato presidente della commissione per gli affari esteri, attirando molta attenzione dei media e una parte di critiche per alcune delle sue osservazioni pubbliche. Nel 2002 è stato nominato rappresentante speciale del presidente russo per affrontare i problemi di Kaliningrad sorti dall'adesione degli Stati baltici all'Unione europea. Rogozin ha ricevuto una lettera ufficiale di ringraziamento dal presidente russo Vladimir Putin.
Nel 2003, Rogozin è diventato uno dei leader della coalizione "nazional-patriottica" Rodina (Patria), che ha ottenuto il 9,2% del voto popolare o 37 dei 450 seggi della Duma nelle elezioni parlamentari del 2003, spingendolo brevemente alla carica di vicepresidente della Duma, da cui è stato dimissionato un anno e mezzo dopo a seguito di alcuni complicati rapporti all'interno del partito. Rimase membro ordinario della Duma fino alle successive elezioni, nel 2007.
Dopo la svolta nelle elezioni del 2003, Rogozin è stato coinvolto nella lotta di potere con l'altro co-presidente di Rodina, Glaz'ev, che aveva opinioni socialiste. Glaz'ev si è nominato candidato del partito alle elezioni presidenziali del 2004, ma Rogozin ha invitato i suoi compagni di partito a sostenere Putin in carica. Rogozin presto spodestò Glaz'ev, per diventare l'unico leader del partito.
Sotto Rogozin, Rodina si spostò verso l'ala destra della politica russa e divenne il secondo partito più grande e uno dei partiti di maggior successo del paese. Una serie di controversie sulle politiche di Rogozin sono culminate nel divieto nel 2005 di candidarsi alle elezioni alla Duma della città di Mosca per aver usato quello che era considerato uno slogan sciovinista "Puliamo la spazzatura!". Molti analisti ritengono che sia stato fatto illegalmente per impedire a Rogozin di diventare un candidato alle elezioni presidenziali russe del 2008.
Il 24 marzo 2006 lascia Rodinia, per spostarsi su posizioni di destra più oltranzista finendo per fondare l'anno seguente il partito Grande Russia con ideologia ultranazionalista e xenofoba

### Ambasciatore presso la NATO
Nel 2008 è stato nominato dal duumvirato Medvedev-Putin ambasciatore russo presso la NATO. Era fortemente contrario al fatto che l'Ucraina e la Georgia diventassero membri della NATO. Dopo che ai due paesi è stata negata l'adesione, ha affermato: "Non inviteranno questi regimi scandalosi in bancarotta ad aderire alla NATO... tanto più che sono in gioco importanti partenariati con la Russia". Per tali parole è stato criticato da alcuni funzionari ucraini e georgiani. Un ex inviato ucraino alla NATO, Ihor Sahach, ha detto: "Secondo me, è semplicemente usato come uno degli ingranaggi della guerra informativa condotta contro l'Ucraina. Prima o poi, penso, dovrebbe essere fermata". L'inviato ha anche espresso sorpresa con le parole gergali di Rogozin: "Era la prima volta che ho sentito un funzionario di livello così alto usare quelle frasi...". Il ministro degli Esteri ucraino Volodymyr Ohryzko ha dichiarato di non considerare la dichiarazione come seria.
Il 18 febbraio 2011, il presidente russo Dmitrij Medvedev ha nominato Rogozin rappresentante speciale per la difesa antimissilistica; ha negoziato con i paesi della NATO su questo tema.

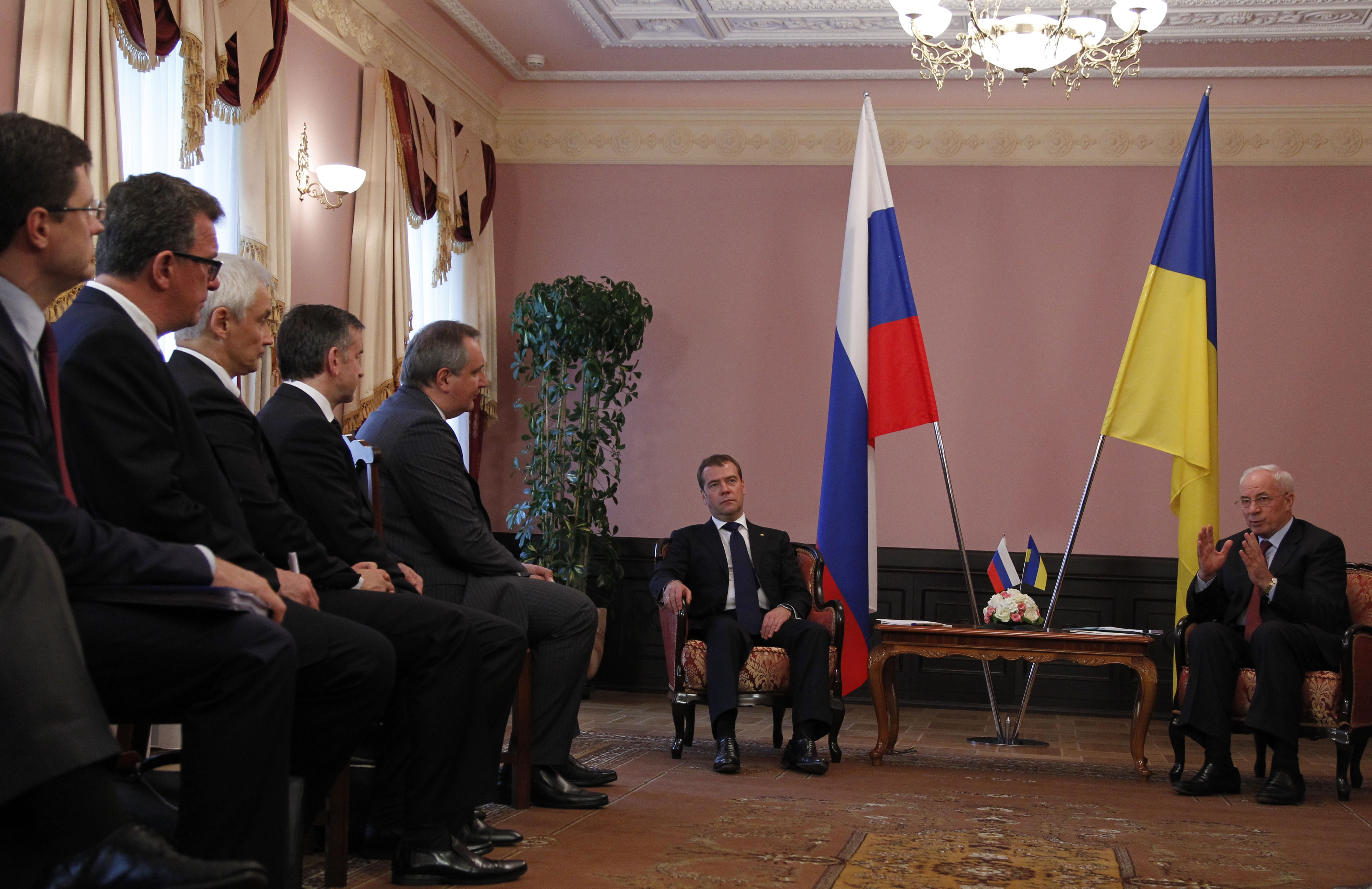
Rogozin, il Primo Ministro russo Dmitrij Medvedev e il Primo Ministro ucraino Mykola Azarov, 27 giugno 2012

### Vice Primo Ministro
Il 23 dicembre 2011 Rogozin è stato nominato vice primo ministro di Putin incaricato delle industrie della difesa e dello spazio. Per l'industria della difesa, ha guidato la creazione della Fondazione russa per i progetti di ricerca avanzata nell'industria della difesa.

#### Crimea
Nel 2014 Rogozin è stato coinvolto in numerosi conflitti diplomatici in seguito alla crisi della Crimea del 2014. Il 17 marzo 2014, il giorno dopo il referendum sullo status della Crimea, Rogozin è diventata una delle prime sette persone che sono state poste sotto sanzioni esecutive dal presidente degli Stati Uniti Barack Obama. Le sanzioni hanno congelato i suoi beni negli Stati Uniti e gli hanno vietato l'ingresso nel Paese. Sempre per la stessa crisi, è stato anche aggiunto all'elenco delle sanzioni canadesi e dell'UE. Nel 2015, Rogozin ha affermato che il settore della difesa russo ha "molti altri modi di viaggiare per il mondo oltre ai visti turistici" e "i carri armati non hanno bisogno di visti". Il 29 aprile 2014 ha twittato: "Dopo aver analizzato le sanzioni contro la nostra industria spaziale, suggerisco agli USA di portare i loro astronauti sulla Stazione Spaziale Internazionale utilizzando un trampolino".  Il 31 maggio 2020, Elon Musk ha risposto dopo il successo del lancio di Crew Dragon Demo-2, che "il trampolino funziona".
Il 10 maggio 2014, Rogozin ha avviato un conflitto diplomatico tra Romania e Russia dopo che la Romania ha impedito al suo aereo di entrare nel suo spazio aereo. In risposta, ha pubblicato due post minacciosi sul suo account Twitter, uno dei quali affermava che la prossima volta sarebbe volato a bordo di un bombardiere Tu-160.

#### Alaska
Rogozin ha scritto una prefazione per un libro pubblicato nel 2014, Alaska Betrayed and Sold: The History of a Palace Conspiracy, di Ivan Mironov. In esso, Rogozin ha sostenuto l'affermazione di Mironov secondo cui la vendita dell'Alaska era un tradimento dello status di potere russo. Il libro sostiene "il diritto storico e giudiziario della Russia al ritorno delle colonie perdute, l'Alaska e le Isole Aleutine, sulle quali sventolava la bandiera russa 150 anni fa". Rogozin ha affermato: "La Russia che rinuncia ai suoi possedimenti coloniali rende necessario guardare in modo diverso alla nostra diplomazia rispetto all'era di Gorbačëv e El'cin, scambiando pezzi dell'impero sovietico", etichettando la narrazione storica come "vere e proprie bugie e falsificazioni" e sostenendo che "gli idoli liberali del 19º secolo - i riformatori russi di Alessandro II e suo fratello Granduca Konstantin" - hanno tradito gli interessi geopolitici della Russia e hanno dimostrato "l'impossibilità di stabilire rapporti esclusivamente su concessioni e compromessi". Mironov era stato precedentemente accusato di aver tentato di assassinare Anatolij Čubajs, che aveva svolto un ruolo chiave nella privatizzazione della Russia nel 2005. Ha trascorso due anni in prigione prima che la Duma lo perdonasse. Rogozin ha concluso la sua prefazione con un appello affinché l'Alaska e le Isole Aleutine vengano restituite alla Russia.
Nel 2015 Rogozin è stato a capo della Commissione artica russa.

#### Romania
Il 28 luglio 2017, è salito a bordo di un volo commerciale S7 Airlines per Chișinău, dove avrebbe incontrato il presidente moldavo Igor Dodon, ma il governo rumeno ha nuovamente negato il permesso all'aereo di entrare nel suo spazio aereo con la scusa della "presenza di una persona sanzionata a bordo". Il Boeing 737-800 è rimasto in attesa nello spazio aereo ungherese per un po', ma dopo che l'Ungheria ha negato il permesso di atterraggio e ha ordinato all'aereo di partire, è stato deciso di dirottare a Minsk, in Bielorussia, al di fuori di l'UE, secondo quanto riferito con carburante a malapena sufficiente per raggiungerlo. L'aereo è poi volato a Chișinău con i restanti passeggeri, ma senza Rogozin. Il vice primo ministro in seguito ha twittato: "Le autorità rumene hanno messo in pericolo la vita dei passeggeri di un volo S7, donne e bambini. Il carburante era [appena] sufficiente per [arrivare] a Minsk. Aspetta una risposta, parassiti!". Alla domanda sulla minaccia di Rogozin, il ministro della Difesa nazionale rumeno Adrian Țuțuianu ha dichiarato: "Non credo che sia necessario farne una discussione, avremmo torto nel tentare di intensificare con ogni sorta di pareri le dichiarazioni fatte da altri. Credo sia saggio occuparsi degli affari nostri e occuparsi del nostro programma".
Il 2 agosto 2017 è stato dichiarato persona non grata dal governo della Moldavia.

### Capo di Roscosmos

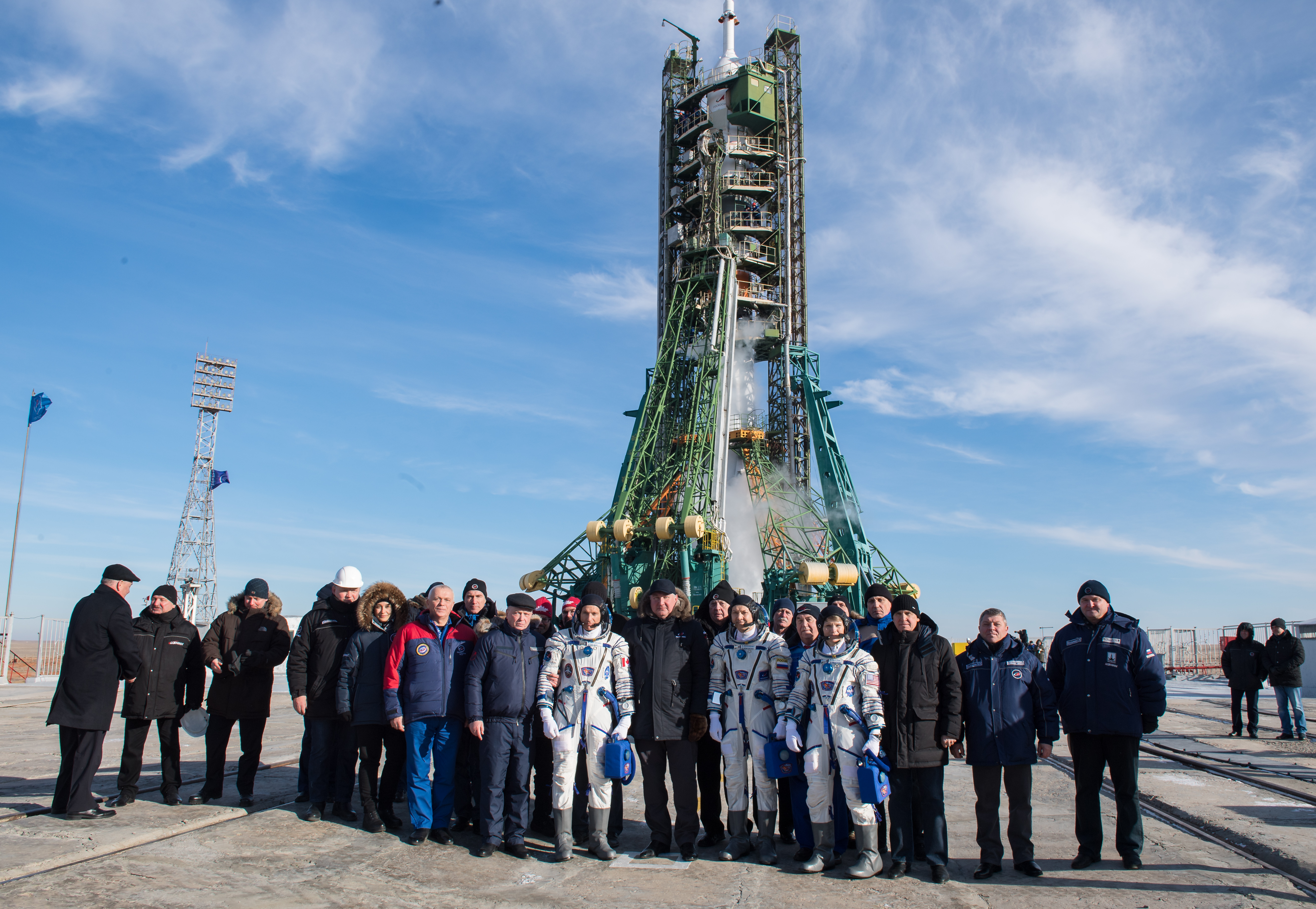
Rogozin con funzionari NASA, Roscosmos e Canadian Space Agency (CSA) a Bajkonur, Kazakistan, 3 dicembre 2018

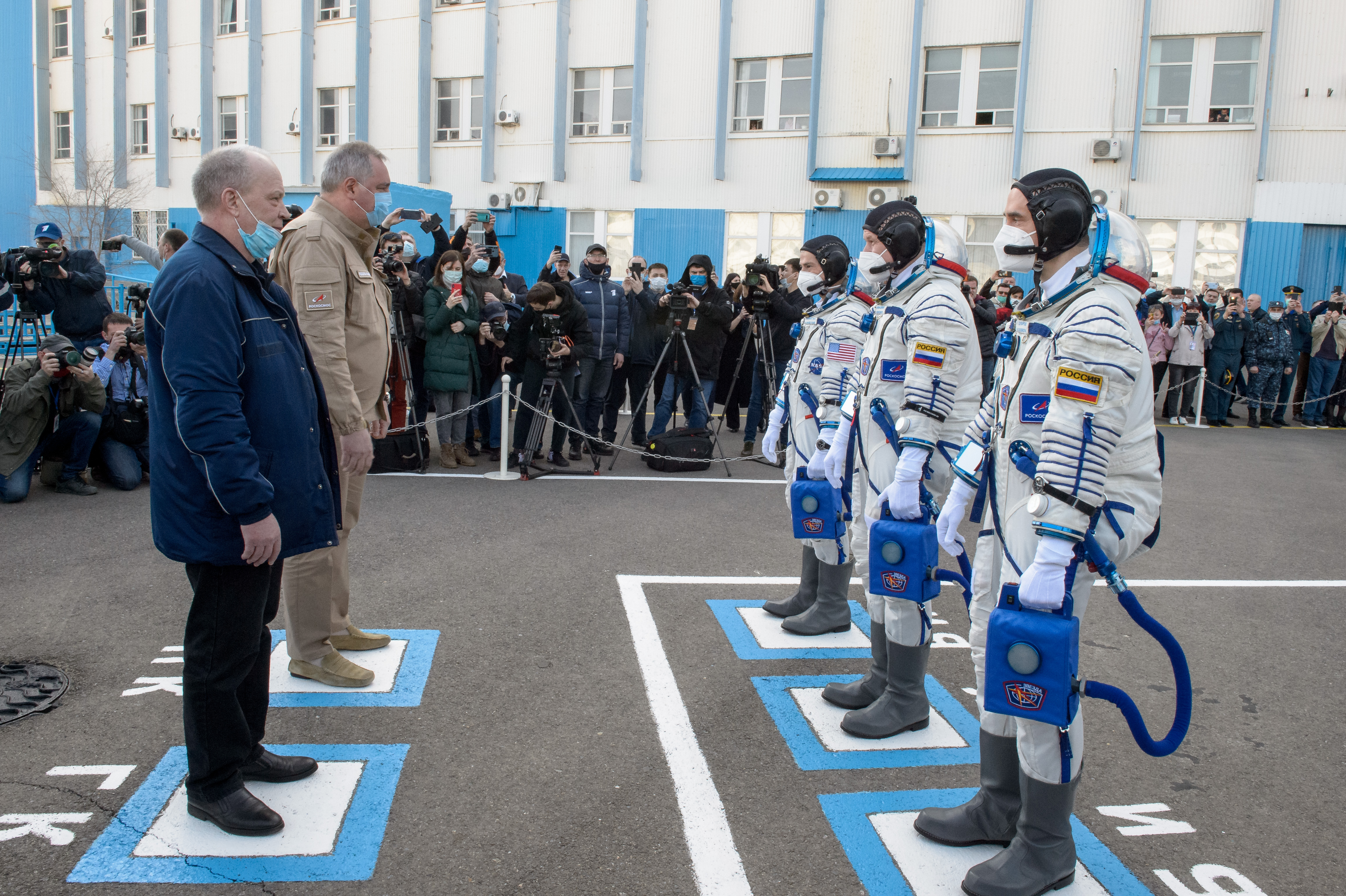
Rogozin con Mark Vande Hei, Oleg Novickij e Pëtr Dubrov il 9 aprile 2021

Nel maggio 2018, Putin ha nominato Rogozin responsabile di Roscosmos, l'agenzia spaziale statale russa, dai primi anni '90 agenzia statale, che Rogozin trasforma in breve tempo in una corporazione statale.
Il 15 luglio 2022 Rogozin è stato destituito dalla carica di capo del Roskosmos, l'ex vice primo ministro Jurij Borisov è stato nominato suo successore.

## Vita privata
Si è sposato nel 1983 con Tat'jana Gennad'evna Serebrjakova. Hanno un figlio, Aleksej Rogozin (in russo Рогозин, Алексей Дмитриевич?), nato nel 1983.